# Miyako (Fukuoka)
Miyako (みやこ町?) è una cittadina giapponese della prefettura di Fukuoka.
Durante il terremoto e maremoto del Tōhoku dell'11 marzo 2011 la città di Miyako venne fortemente colpita e subì moltissimi danni a causa della catastrofe naturale che nelle vicinanze si abbatté con l'onda più alta, della straordinaria altezza di 38,9 metri. Ciononostante gli abitanti lavorarono moltissimo per la ricostruzione della città che in poco tempo riguadagnò molte delle infrastrutture perse.